# Мусин, Аслан Еспулаевич
Аслан Еспулаевич Мусин (род. 2 января 1954, Бестамак) — казахстанский политический деятель.

## Биография
Окончил Алматинский институт народного хозяйства, по специальности экономист. Происходит из Младшего жуза из  подрода ожырай рода кете племени алимулы..
С сентября 1995 года по апрель 2002 года занимал должность акима Актюбинской области.
С апреля 2002 года — аким Атырауской области.
В октябре 2006 года назначен министром экономики и бюджетного планирования Республики Казахстан.
С 10 января 2007 совмещал должность вице-премьера в правительстве Карима Масимова.
18 августа 2007 года на внеочередных выборах в мажилис парламента Республики Казахстан в числе других кандидатов был избран по партийному списку от Народно-Демократической партии «Нур Отан». На заседании 2 сентября 2007 года был избран спикером мажлиса Парламента.
13 октября 2008 года назначен руководителем администрации Президента Республики Казахстан.
21 сентября 2012 года назначен председателем Счетного комитета по контролю за исполнением республиканского бюджета.
15 января 2014 года Указом Президента РК Н. А. Назарбаевым освобожден от должности председателя Счетного комитета по контролю за исполнением республиканского бюджета.
4 марта 2014 года Указом Президента РК Н. А. Назарбаевым назначен Чрезвычайным и Полномочным Послом Республики Казахстан в Республике Хорватия.
4 января 2017 года Указом Президента РК освобождён от занимаемых должностей в связи с достижением пенсионного возраста.

## Семья
Сын Аслбек — коранист, создатель и руководитель религиозного движения рациональных монотеистов.
В ночь с 23 на 24 декабря 2017 года, в столице Латвии Риге, скончался Аслбек Мусин (родился 7 октября 1979 года), который выпал из окна 15-го этажа. Из этого же окна двумя месяцами ранее выбросилась его гражданская жена Галия Кайржанова.

## Награды
- Орден «Барыс» 2 степени (2010)[9]
- Орден «Барыс» 3 степени
- Орден Курмет
- Медаль «10 лет Астане»
- Медаль «20 лет независимости Республики Казахстан» (14 декабря 2011)[10]
- Орден Дружбы (Российская Федерация, 12 декабря 2004 года) — за большой вклад в укрепление дружбы и сотрудничества между Российской Федерацией и Республикой Казахстан[11]
- Пять медалей